# Devon Michaels
Devon Michaels (Chicago, Illinois; 8 de marzo de 1970) es una actriz pornográfica estadounidense.

## Inicios
Cursó sus estudios en la Universidad de Bradley en Peoria, Illinois, antes de trasladarse a Nueva York, donde ella llegó a ser bailarina exótica. Posteriormente fue una bailarina destacada, viajando y actuando en clubes por todos los Estados Unidos.
Michaels logró una buena carrera como modelo de desnudo y de fitness antes de decidirse en actuar en películas pornográficas. Su primera portada de revista fue para Chéri en 1990. Ha destacado en una gran variedad no sólo de revistas para adultos, sino también en revistas de salud, incluyendo Ironman.

## Carrera como actriz porno
No debe confundirse con Devon, también actriz porno. Devon Michaels es una experta pornostar que ha trabajado con las productoras más importantes del sector, como Wicked Pictures, Jill Kelly Productions (productora de Jill Kelly), Vivid, Sin City, Digital Playground y California Wildcats.
Su primera película porno fue Amateur dreams en 1995. Tras la que recibió numerosas propuestas para actuar en otras películas del género, pero las rechazó. En 2002, ella decidió hacer una segunda película, Making it, producida por Wicked Pictures.
Michaels es copropietaria y dirige Elliott's, un club de striptease en Peoria, Illinois que abrió en 2004. Actualmente sigue siendo una actriz destacada y modelo de fitness.

## Premios
- 2002 G-String Universe Award
- 2001 Golden G-String Award
- 1999-2000 Exotic Dance Industry'S Covergirl And Centerfold Model Of The Year
- 1999 Fitness Centerfold Of The Year
- 1999 Nominee—Covergirl And Centerfold Of The Year
- 1998 Nominee---Overall Entertainer Of The Year
- 1997-98 Adult Entertainer Of The Year
- 1997-98 Adult Entertainment'S Hottest Body
- 1996-97 Galaxy'S Most Beautiful Body
- 1996-97 Ms. Nude Brunette World
- 1995-96 Ms. Nude North America
- 1995-96 North America'S Most Beautiful Body
- 1995-96 World'S Hottest Body